# Warstwa przyrodnicza
Warstwa przyrodnicza – w archeologii i geologii termin odnoszący się do warstw, które powstały bez ingerencji człowieka w toku przyrodniczych procesów formowania.
Przykładem warstwy przyrodniczej może być naniesiony przez powódź muł, popioły powstałe po pożarze, popioły wulkaniczne, naniesiony przez wiatr piasek itp.